# Кристина Калас
Кристина Калас (на естонски: Kristina Kallas) е естонска политичка, експерт в областта на образованието и интеграцията. Тя е заместник-председателка на либералната партия „Естония 200“. Била е председателка на партия „Естония 200“ (2018 – 2022) и директорка на колежа „Нарва“ на Тартуския университет (2015 – 2019). От 17 април 2023 г. е министър на образованието и науката в правителството на Кая Калас.

## Биография
Родена е на 29 януари 1976 г. в град Кивиоли, Естонска ССР, СССР. Майка ѝ има руски произход, а баща ѝ – естонски. През 1994 г. завършва средно училище № 1 в родния град. Получава бакалавърска степен по съвременна история Тартуския университет. (1994 – 2000). През 2002 г. защитава магистърска теза по съвременна история на Централна и Източна Европа в Централноевропейския университет (CEU) в Будапеща, Унгария. През 2016 г. защитава докторската си дисертация по политически науки на тема „Преразглеждане на триадичната връзка: анализ на етнополитическото взаимодействие между Естония, Русия и естонските руснаци“ в Тартуския университет с научен ръководител проф. Вело Петай. Нейната област на изследване са проблемите на интеграцията в обществото, проблемите на рускоезичното население на територията на бившия Съветски съюз, проблемите на миграцията и правата на малцинствата.
От 1998 до 2001 г. работи като координатор на 5-а рамкова програма на Европейския съюз за развитие на научните изследвания и технологиите във Фондация „Архимед“, старши консултант по връзки с обществения сектор в агенцията за връзки с обществеността Hill & Knowlton (2002 – 2006), изследовател в катедрата по сравнителна политика на Института за държавни науки в Тартуския университет (2007 – 2008). Тя също така е експерт по правата на малцинствата към Върховния комисар на ОССЕ за националните малцинства, където съветва правителствата в Източна Европа относно интеграционните политики. От 2007 до 2015 г. е член на борда и старши анализатор в Института за балтийски изследвания в Тарту. От 2011 до 2015 г. е председател на Управителния съвет на Естонската асоциация на бежанците.
На парламентарните избори през 2015 г. тя се кандидатира от Социалдемократическата партия, но не е избрана.
От 2015 до 2019 г. е директор на колежа „Нарва“ към Тартуския университет.
Тя е съучредителка на движение „Естония 200“. На 3 ноември 2018 г. е избрана за председател на партия „Естония 200“. В края на 2018 г. членовете на партия „Естония 200“ залепят стикери на различни обществени места в Талин: „Само за естонци“, „Само за руснаци“. Тогава надписът на банерите се променя на „Естонци и руснаци“. Тя се застъпва за единна образователна система за естонци и руснаци.
През есента на 2021 г. е избрана в градския съвет на Тарту. На партийния конгрес на 15 октомври 2022 г. Лаури Хусар е избран за нов председател на партия „Естония 200“. Хендрик Терас оттегля кандидатурата си, Кристина Калас получава 94 гласа на делегатите, а Лаури Хусар получава 101 гласа.
На 17 април 2023 г. е назначена за министър на образованието и науката в третото правителство на Кая Калас.